# Zdeněk Beneš
Zdeněk Beneš (* 5. září 1952, Chomutov) je český historik.

## Životopis
Zdeněk Beneš se v letech 1967–1971 vyučil tiskařem, v roce 1972 složil maturitní zkoušku. Mezi léty 1974–1979 vystudoval filozofii a historii na Filozofické fakultě Univerzity Karlovy v Praze. V roce 1980 složil rigorózní zkoušku, v roce 1988 získal titul kandidáta věd, v roce 1994 se habiloval a v roce 2002 byl jmenován profesorem českých dějin.
V současnosti pracuje na Filozofické fakultě Univerzity Karlovy. Je členem Česko-německé komise historiků.